# 하하하
《하하하》는 2010년에 개봉한 대한민국의 드라마 영화다. 홍상수 감독의 10번째 장편 영화로, 2010년 제63회 칸 영화제 주목할 만한 시선 부문에 초청되어 대상인 '주목할 만한 시선상'을 수상했고, 같은 해 제19회 부일영화상 감독상, 여우주연상, 남우조연상을 수상했다.

## 줄거리
캐나다 이민을 결심한 문경(김상경)과 선배 중식(유준상)은 청계산 자락에서 만나 막걸리를 마시다가, 둘 다 얼마 전에 통영에 다녀온 것을 알게되고 서로 그곳에서 좋았던 일들을 이야기하기로 한다.
문경은 통영에 계신 어머니(윤여정)을 보러갔다가 문화재 해설가인 성옥(문소리)에게 반해서 쫓아다니고, 성옥은 애인이 시인 정호(김강우)와 갈등하다가 문경에게도 마음을 연다.
중식은 통영에 사는 후배 정호를 만나러 갔다가 정호의 애인 성옥, 정호를 좋아하는 정화(김규리)와 어울린다. 중식의 애인인 연주(예지원)도 통영에 내려오는데, 연주가 결혼을 요구하자 유부남인 중식은 괴로워한다.
문경과 중식 둘은 서로 각자의 여름 인연에 대해 이야기하는데, 알고 보면 같은 사람들와 어울렸던 것. 두 사람의 이야기가 묘하게 얽히며 미묘한 댓구를 완성한다.

## 출연진
- 김상경 : 조문경 역
- 유준상 : 방중식 역
- 문소리 : 왕성옥 역
- 예지원 : 안연주 역
- 김강우 : 강정호 역
- 윤여정 : 문경 모 역
- 김민선 : 노정화 역
- 기주봉 : 역사관 관장 역
- 김영호 : 이순신 장군 역
- 장창석 : 극단대표 역
- 이상철 : 큰아버지 역
- 박승규 : 연극배우 역
- 이규성 : 거지 역
- 제상아 : 세병관 질문남 역
- 최원석 : 복집모임 손님 역
- 강재남 : 시인1 역
- 허도한 : 시인2 역

## 제작진
- 각본, 감독 - 홍상수
- 제작 - 전원사
- 배급 - 스폰지
- 제작투자 - 〈하하하〉 투자모임
- 제작지원 - 통영시

## 수상
2010년 제63회 칸 영화제
- 주목할만한 시선 대상

2010년 제19회 부일영화상
- 감독상 - 홍상수
- 여우주연상 - 문소리
- 남우조연상 - 유준상